# Roman Photo
 (avril 2022).
Si vous disposez d'ouvrages ou d'articles de référence ou si vous connaissez des sites web de qualité traitant du thème abordé ici, merci de compléter l'article en donnant les références utiles à sa vérifiabilité et en les liant à la section « Notes et références ».
Cet article concerne le projet de musique français. Pour la bande dessinée photographique, voir Roman-photo.
Roman Photo est un projet de musique français qui a interprété le titre Sounds of Summer durant l'été 1995 (au mieux 16e en France, classé 9 semaines dans le Top 50).
Composé du producteur auteur-compositeur et interprète Louis Element (de son vrai nom Louis Corte) ainsi que du producteur Johnny Williams, ce groupe de deux amis a connu plusieurs succès tels que Cool Baby Cool, Partie Time et Tout Le Monde Groove. Après avoir arrêté le groupe, les deux compères se sont lancés dans la production et découvrent ainsi la chanteuse Lorie. Par la suite, ils composeront pour des artistes comme Allan Théo, Larusso ou Nadiya [réf. nécessaire].